# 沙河鎮駅
沙河鎮駅（さかちんえき）は中華人民共和国遼寧省丹東市元宝区にある、中国鉄路総公司（CR）瀋丹線の貨物駅。1907年に開業。瀋陽駅から274kmの位置にある。瀋陽鉄道局所属の三等駅に設定されている。
かつて当駅 - 丹東駅まで線路が繋がっていたが、金山湾駅 - 丹東駅間の短ルートが2015年1月に完成したため、当駅 - 丹東間のルートは消滅した。

## 駅周辺
- 丹東貨物出租車有限公司
- 公安街郵政所
- 宝山旅店
- 運其超市貨架大全
- 丹東市環境衛生管理所

## 隣の駅
中国国鉄
瀋丹線
蛤蟆塘駅 - 沙河鎮駅